# Corpus Byzantinae historiae
Das Corpus Byzantinae historiae, nach seinem Entstehungsort auch Pariser Corpus genannt, ist eine gedruckte Sammelausgabe byzantinischer Quellen in 42 Bänden, die von 1645 bis 1711 erschien.

## Geschichte
Die Entstehung des Corpus Parisinum fällt in die zweite Blütezeit byzantinischer Studien in Frankreich in der Mitte des 17. Jahrhunderts. Das wachsende Interesse Frankreichs an Byzanz ging mit einer diplomatischen Expansion im Osmanischen Reich einher. Frankreich hatte 1550 in einem Vertrag mit dem Sultan Süleyman dem Prächtigen Sonderrechte im Handel mit der Türkei erhalten. Dieses Abkommen wurde 1581 erneuert und um eine Schutzherrschaft über die katholischen Christen im Osmanischen Reich erweitert. Den Kaufleuten folgten Priester, die unablässig Pläne für eine Kirchenunion verfolgten. Die Quellenedition stand unter der Schirmherrschaft Ludwigs XIV., der Großteil der gelehrten Autoren kam aus dem 1540 gestifteten Jesuitenorden, der 1603 in Galata ein Kollegium errichtet hatte.
An der Ausgabe wirkten viele renommierte französische und nichtfranzösische Philologen des 17. Jahrhunderts mit: die Jesuiten Philippe Labbe und Pierre Poussine, die Dominikaner Jacques Goar und Francois Combéfis, der Jurist Charles Fabrot und der Historiker Charles du Cange, der zu den Begründern der Byzantinistik zählt. Neben dem Corpus entstand Du Canges Glossarium ad scriptores mediae et infimae latinitatis, ein Wörterbuch und Reallexikon zugleich.
Viele byzantinische Autoren wurden im Pariser Corpus erstmals herausgegeben und mit wertvollen Kommentaren versehen. Die Ausgabe bietet bis heute eine Grundlage für viele Texte. In den Jahren 1777 und 1819 (Hases Ausgabe Leon Diakonos’) erschien je ein Nachtragsband.
Von 1729 bis 1733 erschien ein sogenanntes „Venezianischer Corpus“, im Wesentlichen ein Nachdruck der Texte des Pariser Corpus mit wenigen Ergänzungen. Das Pariser Corpus hatte auch einen grundlegenden Einfluss auf Niebuhrs Bonner Corpus (Corpus Scriptorum Historiae Byzantinae, CSHB, 1828–1897), das seit 1967 durch die Reihe Corpus Fontium Historiae Byzantinae (CFHB) ersetzt wird.